# Hoplitis ayardi
Hoplitis ayardi är en biart som först beskrevs av Raymond Benoist 1929.  Hoplitis ayardi ingår i släktet gnagbin, och familjen buksamlarbin. Inga underarter finns listade i Catalogue of Life.